# نیکاپو، هوکایدو
نیکاپو، هوکایدو (به لاتین: Niikappu, Hokkaido) یک منطقهٔ مسکونی در ژاپن است که در Hidaka Subprefecture واقع شده‌است. نیکاپو  ۶٬۰۲۲ نفر جمعیت دارد.